# Econometric Theory
Econometric Theory ist eine wirtschaftswissenschaftliche Fachzeitschrift des Verlags Cambridge University Press, deren Schwerpunkt auf Ökonometrie liegt. Econometric Theory ist Teil der Zeitschriftenreihe Cambridge Journals, erscheint alle zwei Monate und gehört zu den renommiertesten ökonomischen Publikationen.

## Geschichte
Econometric Theory wurde 1985 durch Peter C. B. Phillips gegründet. Ziel war, ein Journal für theoretische Artikel über Ökonometrie zu schaffen. Ursprünglich erschien die Zeitschrift mit lediglich drei Ausgaben pro Jahr.
1987 führte das Journal den Tjalling-C.-Koopmans-Preis in ehrender Erinnerung an den Nobelpreisträger Tjalling C. Koopmans ein. Der Preis wird alle drei Jahre für den besten in Econometric Theory publizierten Artikel über diese Periode vergeben. Er ist mit 1000 US$ dotiert.
Eine weitere Auszeichnung, die Econometric-Theory-Auszeichnung (Econometric Theory Award), wird seit 1997 vergeben.

## Redaktion
Chefredakteur von Econometric Theory ist derzeit (2015) Peter C. B. Phillips. Unterstützt wird er von 11 Ko-Redakteuren, einem dreiköpfigen Beirat sowie 36 assoziierten Redakteuren.

## Rezeption
In einer Studie von Kalaitzidakis et al. (2003) belegte Econometric Theory Platz 7 von 159 ausgewerteten Publikationen, sank jedoch in einer aktualisierten Studie von Kalaitzidakis et al. (2011) auf Platz 43 von 209 verglichenen Publikationen ab. Im wirtschaftswissenschaftlichen Publikationsranking des Tinbergen-Instituts an der Universität Amsterdam wird Econometric Theory in der Kategorie A („sehr gute allgemeine wirtschaftswissenschaftliche Fachzeitschriften und Spitzenzeitschriften im jeweiligen Fachgebiet“) geführt. Eine weitere Studie der französischen Ökonomen Pierre-Phillippe Combes und Laurent Linnemer listet das Journal mit Rang 38 von 600 wirtschaftswissenschaftlichen Zeitschriften in die drittbeste Kategorie A ein.